# شهرستان ایوانتیفسکی
شهرستان ایوانتیفسکی (به لاتین: Ivanteyevsky District) یک شهرستان در روسیه است که در استان ساراتوف واقع شده‌است.